# Majesco Entertainment
Majesco Entertainment Company ist ein US-amerikanischer Computerspielpublisher mit Sitz in Hazlet, New Jersey. Das Unternehmen veröffentlichte unter anderem BloodRayne, Psychonauts, Cooking Mama, Zumba Fitness und die Neuauflagen von A Boy and His Blob. Von 2003 bis 2016 notierte Majesco an der NASDAQ.

## Geschichte
Das Unternehmen wurde 1986 als Majesco Sales in Edison, New Jersey gegründet. Zunächst beschränkte sich die Firma auf die Wiederveröffentlichung alter 16-Bit-Konsolenspiele zum Sparpreis, für die es die Cartridge-Fabrik der Firma Acclaim in Mexiko übernahm und Spiele für SNES und Mega Drive neu auflegte. 1998 brachte Majesco die Neuauflagen des Mega Drives, das Sega Genesis 3, auf den Markt, 2001 eine neue Version des erfolglosen Handhelds Game Gear.
Erst allmählich verlegte sich Majesco auf die Entwicklung eigener Titel. 1999 erwarb das Unternehmen die Rechte an A Boy and His Blob aus der Insolvenzmasse des ursprünglichen Entwicklers Absolute Entertainment. Ebenfalls 1999 wurde ein eigenes Entwicklerteam unter dem Namen Pipe Dream Interactive ins Leben gerufen, das Tom Clancy’s Rainbow Six auf die Konsole Dreamcast portierte und verschiedene Bomberman-Ableger für GameCube und Game Boy Advance auf den Markt brachte. 2002 erschien das Actionspiel BloodRayne von Terminal Reality über Majesco. Im Jahr 2003 fusionierte Majesco mit ConnectivCorp, einem operativ nicht mehr aktivem Unternehmen, und wurde durch diese Reverse IPO zu einem an der NASDAQ notierten Aktiengesellschaft. ConnectivCorp änderte später am 13. April 2004 seinen Namen in Majesco Holdings Inc. und wurde unter dem Kürzel COOL gelistet. Im selben Jahr schloss Majesco ein Publishingvertrag mit Double Fine Productions über die Veröffentlichung des Action-Adventures Psychonauts. Double Fine hatte zuvor vergeblich nach einem Finanzierungspartner gesucht, bevor sich Majesco anbot, das Projekt zu unterstützen. Das Spiel erschien 2005 und blieb trotz zahlreichen Kritikerlobs ein Flop. Mit nur 200.000 verkauften Einheiten im ersten Jahr brachte das Spiel sowohl den Entwickler als auch Majesco selbst in vorübergehende finanzielle Schieflage. 2011 verkaufte Majesco die Veröffentlichungsrechte von Psychonauts zurück an Double Fine. Generell konnte Majesco mit seinen größeren Produktionen zwar wiederholt gute Rezensionen verbuchen, die sich jedoch nicht in den Verkaufszahlen niederschlugen. Daher verschob sich der Fokus ab den 2010er-Jahren auf Casual Games wie Cooking Mama und Zumba Fitness. 2011 wurde Quick Hit, ein Unternehmen spezialisiert auf Social Gaming, übernommen.
Während seiner Listung an der NASDAQ war Majesco mehrfach wegen seines geringen Börsenkurses von einem Delisting bedroht, konnte diesen aber immer wieder abwenden. Am 1. Dezember 2016 übernahm das Unternehmen dann in einer ähnlichen Reverse IPO wie zuvor 2003 das Biotech-Unternehmen PolarityTE, stellte alle Computerspielveröffentlichungen und -entwicklungen offiziell ein und änderte seinen Namen zu PolarityTE. Mitte 2017 erwarb der langjährige Majesco-Geschäftsführer Jesse Sutton die Computerspielassets von PolarityTE und führte Majesco als privates Unternehmen weiter. Im Januar 2018 gab die Liquid Media Group den Erwerb eines Mehrheitsanteils von 51 % an Majesco bekannt.

## Spiele
| Titel                                                                | Jahr | Plattformen                                                                                            |
| -------------------------------------------------------------------- | ---- | --- |
| Judge Dredd                                                          | 2018 | Linux, Windows                                                                                         |
| Krautscape                                                           | 2016 | Linux, Macintosh, Windows                                                                              |
| Gone Home                                                            | 2016 | PlayStation 4                                                                                          |
| Grapple                                                              | 2015 | Windows                                                                                                |
| Hello Kitty and Sanrio Friends Racing                                | 2014 | Nintendo 3DS                                                                                           |
| Shadow Warrior                                                       | 2014 | PlayStation 4, Xbox One                                                                                |
| Air Conflicts: Vietnam - Ultimate Edition                            | 2014 | PlayStation 4                                                                                          |
| Cooking Mama 5: Bon Appétit!                                         | 2014 | Nintendo 3DS                                                                                           |
| Bound by Flame                                                       | 2014 | PlayStation 3, PlayStation 4, Xbox 360                                                                 |
| Gardening Mama 2: Forest Friends                                     | 2014 | Nintendo 3DS                                                                                           |
| Zumba Kids                                                           | 2013 | Wii, Xbox 360                                                                                          |
| Agent P DoofenDash                                                   | 2013 | Android, iPad, iPhone                                                                                  |
| Zumba Fitness: World Party                                           | 2013 | Wii, Wii U                                                                                             |
| Costume Quest 2                                                      | 2013 | Linux, Macintosh, PlayStation 3, PlayStation 4, Windows                                                |
| Girl Fight                                                           | 2013 | PlayStation 3, Xbox 360                                                                                |
| Phineas and Ferb: Quest for Cool Stuff                               | 2013 | Nintendo 3DS, Wii, Wii U, Xbox 360                                                                     |
| Crash City Mayhem                                                    | 2013 | Nintendo 3DS                                                                                           |
| Monaco: What’s Yours is Mine                                         | 2013 | Xbox 360                                                                                               |
| Slender: The Arrival                                                 | 2013 | Macintosh, PlayStation 3, Windows                                                                      |
| Flea Symphony                                                        | 2012 | iPad, iPhone                                                                                           |
| Hello Kitty Picnic with Sanrio Friends                               | 2012 | Nintendo 3DS                                                                                           |
| Zumba Fitness Core                                                   | 2012 | Wii, Xbox 360                                                                                          |
| Harley Pasternak’s Hollywood Workout                                 | 2012 | Wii |
| Double Dragon Neon                                                   | 2012 | PlayStation 3, Xbox 360                                                                                |
| Mama’s 2-Pack                                                        | 2012 | Wii |
| Mama’s Combo Pack: Volume 1                                          | 2012 | Nintendo DS                                                                                            |
| Mama’s Combo Pack: Volume 2                                          | 2012 | Nintendo DS                                                                                            |
| Nano Assault                                                         | 2011 | Nintendo 3DS                                                                                           |
| Zumba Fitness 2                                                      | 2011 | Wii |
| Cooking Mama 4: Kitchen Magic                                        | 2011 | Nintendo 3DS                                                                                           |
| Alvin & The Chipmunks: Chipwrecked                                   | 2011 | Nintendo DS, Wii                                                                                       |
| Jaws: Ultimate Predator                                              | 2011 | Nintendo 3DS, Wii                                                                                      |
| Motion Explosion!                                                    | 2011 | Xbox 360                                                                                               |
| The Hidden                                                           | 2011 | Nintendo 3DS                                                                                           |
| Pet Zombies                                                          | 2011 | Nintendo 3DS                                                                                           |
| Hulk Hogan’s Main Event                                              | 2011 | Xbox 360                                                                                               |
| Face Racers: Photo Finish                                            | 2011 | Nintendo 3DS                                                                                           |
| Camping Mama: Outdoor Adventures                                     | 2011 | Nintendo DS                                                                                            |
| BloodRayne: Betrayal                                                 | 2011 | PlayStation 3, Xbox 360                                                                                |
| Spy Kids: All the Time in the World                                  | 2011 | Nintendo DS                                                                                            |
| Cake Mania: Main Street                                              | 2011 | Nintendo DS                                                                                            |
| Monster Tale                                                         | 2011 | Nintendo DS                                                                                            |
| Zumba Fitness                                                        | 2010 | PlayStation 3, Wii, Xbox 360                                                                           |
| Babysitting Mama                                                     | 2010 | Wii |
| Crafting Mama                                                        | 2010 | Nintendo DS                                                                                            |
| Flip’s Twisted World                                                 | 2010 | Wii |
| My Baby 3 & Friends                                                  | 2010 | Nintendo DS                                                                                            |
| Serious Sam HD: The Second Encounter                                 | 2010 | Xbox 360                                                                                               |
| Swords                                                               | 2010 | Wii |
| Greg Hastings Paintball 2                                            | 2010 | Wii |
| Pirates PlundArrr                                                    | 2010 | Wii |
| Tetris Party Deluxe                                                  | 2010 | Nintendo DS, Wii                                                                                       |
| Attack of the Movies 3-D                                             | 2010 | Wii, Xbox 360                                                                                          |
| Dance Sensation!                                                     | 2010 | Wii |
| Dawn of Heroes                                                       | 2010 | Nintendo DS                                                                                            |
| Let’s Draw!                                                          | 2010 | Nintendo DS                                                                                            |
| The Daring Game for Girls                                            | 2010 | Nintendo DS, Wii                                                                                       |
| Pizza Delivery Boy                                                   | 2010 | Wii |
| Super Speed Machines                                                 | 2010 | Nintendo DS                                                                                            |
| Data East Arcade Classics                                            | 2010 | Wii |
| Serious Sam HD: The First Encounter                                  | 2010 | Xbox 360                                                                                               |
| Hot and Cold: A 3D Hidden Object Adventure                           | 2009 | Nintendo DSi                                                                                           |
| Alvin and the Chipmunks: The Squeakquel                              | 2009 | Nintendo DS, Wii                                                                                       |
| David Crane’s A Boy and His Blob: Trouble on Blobolonia              | 2009 | Wii |
| Hello Kitty Party                                                    | 2009 | Nintendo DS                                                                                            |
| My Hero: Doctor                                                      | 2009 | Nintendo DS                                                                                            |
| My Hero: Firefighter                                                 | 2009 | Nintendo DS                                                                                            |
| Cooking Mama 3: Shop & Chop                                          | 2009 | Nintendo DS                                                                                            |
| Jillian Michaels Fitness Ultimatum 2010                              | 2009 | Nintendo DS                                                                                            |
| Cake Mania 3                                                         | 2009 | Nintendo DS                                                                                            |
| A Boy and His Blob                                                   | 2009 | Android, iPad, iPhone, Linux, Macintosh, PlayStation 3, PlayStation 4, PS Vita, Wii, Windows, Xbox One |
| Jillian Michaels Fitness Ultimatum 2010                              | 2009 | Wii |
| Our House                                                            | 2009 | Nintendo DS                                                                                            |
| Bananagrams                                                          | 2009 | iPhone                                                                                                 |
| Our House: Party!                                                    | 2009 | Wii |
| Go Play City Sports                                                  | 2009 | Wii |
| Shorts                                                               | 2009 | Nintendo DS                                                                                            |
| Sideswiped                                                           | 2009 | Nintendo DS                                                                                            |
| Mad Dog McCree: Gunslinger Pack                                      | 2009 | Wii |
| Ultimate Game Room                                                   | 2009 | Nintendo DS                                                                                            |
| Go Play Lumberjacks                                                  | 2009 | Wii |
| Go Play Circus Star                                                  | 2009 | Wii |
| Marker Man Adventures                                                | 2009 | Nintendo DS                                                                                            |
| Puffins: Island Adventure                                            | 2009 | Nintendo DS                                                                                            |
| Night at the Museum: Battle of the Smithsonian                       | 2009 | Wii, Xbox 360, Nintendo DS                                                                             |
| Drama Queens                                                         | 2009 | Nintendo DS                                                                                            |
| Escape the Museum                                                    | 2009 | Wii |
| Gardening Mama                                                       | 2009 | Nintendo DS                                                                                            |
| Major Minor’s Majestic March                                         | 2009 | Wii |
| Powerbike                                                            | 2009 | Nintendo DS                                                                                            |
| Math Blaster in the Prime Adventure                                  | 2009 | Nintendo DS                                                                                            |
| Wonder World: Amusement Park                                         | 2009 | Nintendo DS                                                                                            |
| Rollin’ Rascals                                                      | 2009 | Nintendo DS                                                                                            |
| Left Brain Right Brain 2                                             | 2008 | Nintendo DS                                                                                            |
| Cake Mania: In The Mix!                                              | 2008 | Wii |
| Cooking Mama: World Kitchen                                          | 2008 | Wii |
| Away: Shuffle Dungeon                                                | 2008 | Nintendo DS                                                                                            |
| Jillian Michaels’ Fitness Ultimatum 2009                             | 2008 | Wii |
| Babysitting Mania                                                    | 2008 | Nintendo DS                                                                                            |
| Zoo Hospital                                                         | 2008 | Wii |
| Air Traffic Chaos                                                    | 2008 | Nintendo DS                                                                                            |
| Blokus Portable: Steambot Championship                               | 2008 | PSP |
| Nancy Drew: The Mystery of the Clue Bender Society                   | 2008 | Nintendo DS                                                                                            |
| Wonder World: Amusement Park                                         | 2008 | Wii |
| Cake Mania 2: Jill’s Next Adventure!                                 | 2008 | Nintendo DS                                                                                            |
| Blast Works: Build, Trade, Destroy                                   | 2008 | Wii |
| Toy Shop                                                             | 2008 | Nintendo DS                                                                                            |
| Wild Earth: African Safari                                           | 2008 | Wii |
| Nanostray 2                                                          | 2008 | Nintendo DS                                                                                            |
| Eco-Creatures: Save the Forest                                       | 2008 | Nintendo DS                                                                                            |
| Pet Pals: Animal Doctor                                              | 2008 | Nintendo DS                                                                                            |
| Mega Brain Boost                                                     | 2008 | Nintendo DS                                                                                            |
| Furu Furu Park                                                       | 2008 | Wii |
| Left Brain, Right Brain                                              | 2007 | Nintendo DS                                                                                            |
| Cooking Mama 2: Dinner with Friends                                  | 2007 | Nintendo DS                                                                                            |
| Zoo Hospital                                                         | 2007 | Nintendo DS                                                                                            |
| Fish Tycoon                                                          | 2007 | Nintendo DS                                                                                            |
| Holly Hobbie & Friends                                               | 2007 | Nintendo DS                                                                                            |
| Nancy Drew: The Deadly Secret of Olde World Park                     | 2007 | Nintendo DS                                                                                            |
| Kengo: Legend of the 9                                               | 2007 | Xbox 360                                                                                               |
| Game Title                                                           | Year | Platform                                                                                               |
| The Wild West                                                        | 2007 | Nintendo DS                                                                                            |
| Turn It Around                                                       | 2007 | Nintendo DS                                                                                            |
| The New York Times Crosswords                                        | 2007 | Nintendo DS                                                                                            |
| Bust-A-Move Bash!                                                    | 2007 | Wii |
| Toon-Doku                                                            | 2007 | Nintendo DS                                                                                            |
| Cake Mania                                                           | 2007 | Nintendo DS                                                                                            |
| Cooking Mama: Cook Off                                               | 2007 | Wii |
| Operation: Vietnam                                                   | 2007 | Nintendo DS                                                                                            |
| Monster Bomber                                                       | 2006 | Nintendo DS                                                                                            |
| Brain Boost: Beta Wave                                               | 2006 | Nintendo DS                                                                                            |
| Brain Boost: Gamma Wave                                              | 2006 | Nintendo DS                                                                                            |
| F24 Stealth Fighter                                                  | 2006 | Game Boy Advance, Nintendo DS                                                                          |
| Nacho Libre                                                          | 2006 | Nintendo DS                                                                                            |
| Cooking Mama                                                         | 2006 | Nintendo DS                                                                                            |
| MechAssault: Phantom War                                             | 2006 | Nintendo DS                                                                                            |
| Jaws: Unleashed                                                      | 2006 | PlayStation 2, Windows, Xbox                                                                           |
| Guilty Gear: Dust Strikers                                           | 2006 | Nintendo DS                                                                                            |
| Super Black Bass Fishing                                             | 2006 | Nintendo DS                                                                                            |
| Dino Master: Dig, Discover, Duel                                     | 2006 | Nintendo DS                                                                                            |
| Age of Empires: The Age of Kings                                     | 2006 | Nintendo DS                                                                                            |
| Bust-a-Move DS                                                       | 2005 | Nintendo DS                                                                                            |
| Monster Trucks DS                                                    | 2005 | Nintendo DS                                                                                            |
| Golden Nugget Casino DS                                              | 2005 | Nintendo DS                                                                                            |
| Texas Hold’Em Poker DS                                               | 2005 | Nintendo DS                                                                                            |
| Æon Flux                                                             | 2005 | PlayStation 2, Xbox                                                                                    |
| Infected                                                             | 2005 | PSP |
| ATV Quad Frenzy                                                      | 2005 | Nintendo DS                                                                                            |
| Worms 4: Mayhem                                                      | 2005 | PlayStation 2, Windows, Xbox                                                                           |
| Nanostray                                                            | 2005 | Nintendo DS                                                                                            |
| Advent Rising                                                        | 2005 | Windows, Xbox                                                                                          |
| 2 Games in 1: Cartoon Network Block Party & Cartoon Network Speedway | 2005 | Game Boy Advance                                                                                       |
| Raze’s Hell                                                          | 2005 | Xbox, Xbox 360                                                                                         |
| Psychonauts                                                          | 2005 | PlayStation 2, Windows, Xbox, Xbox 360                                                                 |
| 2 Games in 1 Double Value!: Monster Trucks / Quad Desert Fury        | 2005 | Game Boy Advance                                                                                       |
| Phantom Dust                                                         | 2005 | Xbox                                                                                                   |
| Bust-a-Move Deluxe                                                   | 2004 | PSP, Xbox                                                                                              |
| BloodRayne 2                                                         | 2004 | PlayStation 2, PlayStation 3, Windows, Xbox, Xbox 360, Xbox One                                        |
| Guilty Gear X2: The Midnight Carnival #Reload                        | 2004 | Xbox, Xbox 360                                                                                         |
| Cartoon Network Block Party                                          | 2004 | Game Boy Advance                                                                                       |
| Bookworm Deluxe                                                      | 2004 | Game Boy Advance                                                                                       |
| Bomberman Jetters                                                    | 2004 | GameCube                                                                                               |
| Super Collapse! II                                                   | 2004 | Game Boy Advance                                                                                       |
| Frogger TV Arcade                                                    | 2004 | Dedicated console                                                                                      |
| Maximum Chase                                                        | 2003 | Xbox                                                                                                   |
| Drake of the 99 Dragons                                              | 2003 | Windows, Xbox                                                                                          |
| Cartoon Network Speedway                                             | 2003 | Game Boy Advance                                                                                       |
| Blowout                                                              | 2003 | GameCube, PlayStation 2, Windows, Xbox, Xbox 360                                                       |
| Iridion II                                                           | 2003 | Game Boy Advance                                                                                       |
| Black & Bruised                                                      | 2003 | GameCube, PlayStation 2                                                                                |
| HSX: HyperSonic.Xtreme                                               | 2003 | PlayStation 2                                                                                          |
| Quad Desert Fury                                                     | 2003 | Game Boy Advance                                                                                       |
| BattleBots: Beyond the Battlebox                                     | 2003 | Game Boy Advance                                                                                       |
| David Beckham Soccer                                                 | 2002 | Game Boy Advance                                                                                       |
| The King of Fighters EX: Neo Blood                                   | 2002 | Game Boy Advance                                                                                       |
| BloodRayne                                                           | 2002 | GameCube, PlayStation 2, Windows, Xbox                                                                 |
| Turbo Turtle Adventure                                               | 2002 | Game Boy Advance                                                                                       |
| Mobile Forces                                                        | 2002 | Windows                                                                                                |
| Gun Metal                                                            | 2002 | Xbox                                                                                                   |
| Totaled!                                                             | 2002 | Xbox                                                                                                   |
| Bomberman Generation                                                 | 2002 | GameCube                                                                                               |
| Bomberman Max 2: Red Advance                                         | 2002 | Game Boy Advance                                                                                       |
| Bomberman Max 2: Blue Advance                                        | 2002 | Game Boy Advance                                                                                       |
| Earthworm Jim 2                                                      | 2002 | Game Boy Advance                                                                                       |
| Dark Arena                                                           | 2002 | Game Boy Advance                                                                                       |
| GTC: Africa                                                          | 2002 | PlayStation 2                                                                                          |
| David Beckham Soccer                                                 | 2002 | PlayStation                                                                                            |
| Star Trek: Voyager – Elite Force                                     | 2001 | PlayStation 2                                                                                          |
| Soldier of Fortune: Gold Edition                                     | 2001 | PlayStation 2                                                                                          |
| Boxing Fever                                                         | 2001 | Game Boy Advance                                                                                       |
| Fortress                                                             | 2001 | Game Boy Advance                                                                                       |
| Pitfall: The Mayan Adventure                                         | 2001 | Game Boy Advance                                                                                       |
| Iridion 3D                                                           | 2001 | Game Boy Advance                                                                                       |
| Earthworm Jim                                                        | 2001 | Game Boy Advance                                                                                       |
| F-14 Tomcat                                                          | 2001 | Game Boy Advance                                                                                       |
| Caesars Palace Advance: Millennium Gold Edition                      | 2001 | Game Boy Advance                                                                                       |
| M&M’s Blast!                                                         | 2001 | Game Boy Advance                                                                                       |
| Q*bert                                                               | 2000 | Dreamcast                                                                                              |
| Galaga: Destination Earth                                            | 2000 | Game Boy Color                                                                                         |
| Frogger 2                                                            | 2000 | Game Boy Color                                                                                         |
| Ultimate Paintball                                                   | 2000 | Game Boy Color                                                                                         |
| Tom Clancy’s Rainbow Six                                             | 2000 | Dreamcast                                                                                              |
| Sonic the Hedgehog Chaos                                             | 2000 | Game Gear                                                                                              |
| Sonic the Hedgehog: Spinball                                         | 2000 | Game Gear                                                                                              |
| Nicktoons Racing                                                     | 2000 | Game Boy Color                                                                                         |
| Garry Kitchen’s Super Battletank: War in the Gulf                    | 2000 | Game Gear                                                                                              |
| Caesars Palace                                                       | 2000 | Game Gear                                                                                              |
| 10-Pin Bowling                                                       | 1999 | Game Boy Color                                                                                         |
| Monopoly                                                             | 1999 | Game Boy Color                                                                                         |
| Battleship: The Classic Naval Combat Game                            | 1999 | Game Boy Color                                                                                         |
| Super Breakout                                                       | 1999 | Game Boy Color                                                                                         |
| Tom & Jerry                                                          | 1999 | Game Boy Color                                                                                         |
| Black Bass: Lure Fishing                                             | 1999 | Game Boy Color                                                                                         |
| Centipede                                                            | 1998 | Game Boy Color                                                                                         |
| Frogger                                                              | 1998 | Game Boy, Game Boy Color, Mega Drive, SNES                                                             |
| Castlevania: Bloodlines                                              | 1998 | Mega Drive                                                                                             |
| Sonic Classics                                                       | 1997 | Mega Drive                                                                                             |
| Ahhh! Real Monsters                                                  | 1995 | SNES, Mega Drive, Mega Drive                                                                           |
| Sports Trivia: Championship Edition                                  | 1995 | Game Gear                                                                                              |
| Deep Duck Trouble starring Donald Duck                               | 1994 | Game Gear                                                                                              |
| Disney’s Aladdin                                                     | 1994 | Game Gear                                                                                              |
| The Jungle Book                                                      | 1994 | Game Gear                                                                                              |
| Super Black Bass                                                     | 1993 | SNES                                                                                                   |
| Family Feud                                                          | 1993 | SNES                                                                                                   |
| Barbie Super Model                                                   | 1993 | Mega Drive                                                                                             |
| Taz-Mania                                                            | 1992 | SNES                                                                                                   |